# محافظة توف
محافظة توف (بالإنجليزية: Töv Province)‏ هي محافظة في منغوليا، تتبع منغوليا، بلغ عدد سكانها 85٬166 نسمة، في 2011، عاصمتها زونمود، تبلغ مساحتها 74٬042٫37 كيلومتر مربع.

## الموقع
تشترك في الحدود مع:
- محافظة بولغان
- محافظة دوندغوفي
- محافظة أوفوخاناجي
- محافظة جوفيسومبر
- محافظة سيلنج
- محافظة خنتي
- أولان باتور.

## التقسيمات الإدارية
- Altanbulag, Töv [الإنجليزية]‏
- Argalant [الإنجليزية]‏
- Arkhust [الإنجليزية]‏
- Batsümber [الإنجليزية]‏
- Bayan, Töv [الإنجليزية]‏
- Bayan-Önjüül [الإنجليزية]‏
- Bayanchandmani [الإنجليزية]‏
- Bayandelger, Töv [الإنجليزية]‏
- Bayanjargalan, Töv [الإنجليزية]‏
- Bayankhangai [الإنجليزية]‏
- Bayantsagaan, Töv [الإنجليزية]‏
- Bayantsogt [الإنجليزية]‏
- Bornuur [الإنجليزية]‏
- Büren, Töv [الإنجليزية]‏
- Delgerkhaan, Töv [الإنجليزية]‏
- Erdene, Töv [الإنجليزية]‏
- Erdenesant [الإنجليزية]‏
- Jargalant, Töv [الإنجليزية]‏
- Lün [الإنجليزية]‏
- Möngönmorit [الإنجليزية]‏
- Öndörshireet [الإنجليزية]‏
- Sergelen, Töv [الإنجليزية]‏
- Sümber, Töv [الإنجليزية]‏
- Tseel, Töv [الإنجليزية]‏
- Ugtaal [الإنجليزية]‏
- Zaamar [الإنجليزية]‏
- زونمود.

## توأمة
لمحافظة توف اتفاقيات توأمة مع:
- توتوري